# بيلي هاميلتون (لاعب كرة قاعدة)
بيلي هاميلتون (بالإنجليزية: Billy Hamilton)‏ هو لاعب كرة قاعدة أمريكي، ولد في 16 فبراير 1866 في نيوآرك في الولايات المتحدة، وتوفي في 16 ديسمبر 1940 في ورسستر في الولايات المتحدة.

## وصلات خارجية
- بيلي هاميلتون على موقع دوري كرة القاعدة الرئيسي (الإنجليزية)
- بيلي هاميلتون على موقعبيزبول رفرنس.كوم (الدوري الرئيسي) (الإنجليزية)
- بيلي هاميلتون على موقعبيزبول رفرنس.كوم (الدوري الثانوي) (الإنجليزية)
- بيلي هاميلتون على موقع إي إس بي إن.كوم (أم.أل.بي) (الإنجليزية)
- بيلي هاميلتون على موقع مشجعي الرسوم البيانية (الإنجليزية)
- بيلي هاميلتون على موقع قاعة مشاهير كرة القاعدة (الإنجليزية)